# Натхо, Разиёт Хамедовна
Разиёт Хамедовна Натхо (род. 5 января 1961, Новобжегокай, Краснодарский край) —  российский государственный деятель, депутат Государственной Думы Федерального Собрания РФ шестого созыва (2011-2016), член комитета Государственной Думы по охране здоровья.

## Биография
Родилась 5 января 1961 года в ауле Новобжегокай Теучежского района Республики Адыгея.

### Образование
Армавирский юридический техникум (факультет правоведения) (1980).
Кубанский государственный университет (факультет правоведения) (1988).
Северо-Кавказского социально-политический институт (1992).
Ростовский государственный университет (1996)
Российская академия народного хозяйства и государственной службы при Президенте Российской Федерации (2011)

### Профессиональная деятельность
1980 — 1992 годы — начальник отдела в органах социальной защиты населения Адыгейской автономной области.
1992 — 1994 годы — заместитель Министра социальной защиты населения Республики Адыгея.
1994 — 1996 годы — первый заместитель Министра социальной защиты населения и здравоохранения Республики Адыгея.
1996 — 2002 годы – Министр социальной защиты, труда и соцразвития Республики Адыгея.
2003 — 2009 годы — директор ФГУП «Ставропольское ПрОП» Министерства здравоохранения и соцразвития РФ.
2009 — 2011 годы — Министр здравоохранения Республики Адыгея.
С декабря 2011 года депутат Государственной Думы Федерального Собрания Российской Федерации шестого созыва, член комитета Государственной Думы по охране здоровья, руководитель подкомитета по вопросам совершенствования организации здравоохранения. 

## Награды и звания
- Почётное звание «Заслуженный работник социальной защиты населения Российской Федерации»[4].
- Почётная грамота Государственной Думы Федерального Собрания Российской Федерации.
- Почётная грамота Государственного Совета — Хасэ Республики Адыгея.
- Медаль «МПА СНГ. 25 лет» (27 марта 2017 года, Межпарламентская ассамблея СНГ) — за заслуги в деле развития и укрепления парламентаризма, за вклад в развитие и совершенствование правовых основ функционирования Содружества Независимых Государств, укрепление международных связей и межпарламентского сотрудничества[5].